# House of Cards (britisk tv-serie)
|  | For andre betydninger, se House of Cards (flertydig) |
House of Cards (dansk titel: Korthuset) er en britisk politisk dramaserie i fire afsnit produceret af BBC. Serien er instrueret af Paul Seed og udspiller sig i tiden efter Margaret Thatchers afgang som Storbritanniens premierminister. Serien blev sendt på BBC første gang mellem den 18. november og den 9. december 1990 Tv-seriens manuskript er baseret på romanen House of Cards skrevet af Michael Dobbs, en tidligere stabschef i det britiske konservative parti.

## Handling
Francis Urquhart er "chief whip" i det konservative parti. Partiet skal vælge ny leder, og efter den nye leder er udpeget, iværksætter Urquhart en række intriger for at opnå en regeringsrokade, der skal give Urquhart en fremtrædende plads i regeringen. Urquhart opnår en regeringsrokade, men får ikke en ministerpost, og beslutter sig for i stedet at destabilisere premierministeren og gå efter at overtage denne post.
Sideløbende med Urquharts intriger for at nå posten som premierminister har han en affære med en en ung politisk reporter, Mattie, der er fascineret af Urquhart. Da hun kommer for tæt på Urquharts hemmeligheder, kaster han hende ud fra et tag, hvorefter hun omkommer.
Mordet på Mattie bliver anset som et uheld eller et selvmord, og Urquhart vinder afstemningen, og kan rykke ind i Downing Street 10. Mattie havde dog en diktafon på sig, der optog, hvad der skete oppe på taget. I en scene ses en hånd fjerne diktafonen fra Matties døde krop, og der er således lagt op til fortsættelse af intrigerne ...

## Roller i udvalg
- Ian Richardson – Francis Urquhart
- Susannah Harker – Mattie Storin
- Diane Fletcher – Elizabeth Urquhart

## Efterfølgere
Som efterfølgere til House of Cards blev produceret tv-serierne To Play the King (1994) og The Final Cut (1995). I 2013 producerede Netflix en genindspilning af serien i en ny tv-serie med samme navn, hvor handlingen var henlagt til Washington D.C.

## Priser
Tv-serien modtog positiv kritik og modtog bl.a. en Primetime Emmy Award for Andrew Davies' manuskript og Ian Richardson modtog en BAFTA Award for bedste mandlige hovedrolle.

## Eksterne links
- House of Cards på Internet Movie Database (engelsk)
- House of Cards hos The Movie Database (engelsk)
- House of Cards hos TheTVDB (engelsk)
- House of Cards hos TV.com (engelsk)

| Fjernsyn | Spire Denne artikel om et tv-program er en spire som bør udbygges. Du er velkommen til at hjælpe Wikipedia ved at udvide den. |